# 유토피아추모관
유토피아추모관(Utopia Memorial Park)은 봉안당 및 자연장(수목장)으로 조성된 장사시설이다.
1999년 건축허가 및 2000년 ⌜매장 및 묘지등에 관한법률⌟에 따른 장사시설 설치허가를 득하고 2003년 개관하였다.
유토피아추모관이란 이름은 영국의 인문주의자 토마스 모어의 ‘현실에 존재하지 않는 이상의 나라’를 뜻하는 유토피아(Utopia)와 추억할 수 있는 장소를 뜻하는 추모관(Memorial Park)을 합성하여 만들어졌다.
유토피아추모관 평화광장에는 '천당의 복은 영원한 즐거움이다'를 뜻하는 안중근 의사의 유묵 天堂之福 永遠之樂(천당지복 영원지락)이 각인된 추모비가 세워져있다.

## 안장자

### 가수
- MBC대학가요제 대상을 수상한 무한궤도와 그룹 N.EX.T의 리더 신해철
- 대한민국 트로트 4대 천왕 송대관
- MBC 《토요일 토요일 밤에》 MC겸 가수 박상규[2]
- 혼성 댄스 그룹 거북이의 랩퍼 터틀맨[3] 임성훈
- 쌍둥이 여성듀오 바니걸스의 고정숙

### 배우
- MBC미니시리즈 《옥탑방 고양이》, 영화 《단적비연수》의 배우 정다빈[4]
- KBS 청소년드라마 《신세대 보고 - 어른들은 몰라요》의 배우 겸 가수 유니[5]
- 영화 《아저씨》의 아역배우 김새론
- 춘사대상영화제 남우주연상을 수상한 영화배우 장동휘
- MBC드라마 《인어 아가씨》의 탤런트 김성민[6]
- MBC일일연속극 《위대한 조강지처》의 탤런트 한경선
- 《청춘행진곡》의 대한민국 희극 배우 이하원
- 외화 《CSI 과학수사대》, 애니메이션 《개구리 왕눈이》의 성우 겸 배우 한규희

### 운동선수
- WBC 라이트 플라이급 세계 챔피언 최요삼[7]

- 대한민국 축구 국가대표팀 감독 최은택

### 저명인사
- 《로보트 태권브이》등 영화음악 및 뮤지컬의 대부 최창권[8]
- KBS방송국 사장을 지낸 대한민국의 언론인 박권상
- 모교 서울대에 154억원을 기부한 동아대 교수 유회진[9]
- 영화 《수선화》로 제12회 대종상 감독상을 수상한 영화감독 최훈
- 대중문화예술상 보관문화훈장을 수상한 시나리오, 드라마 작가 임충
- 영화 《장군의 아들》의 각본, 《살어리랏다》를 연출한 윤삼륙
- 대한민국 음악산업 발전에 공을 세운 음향감독 김국현

## 영화 촬영
- 권상우, 오정세, 이민정 주연의 《스위치(2023)》
- 봉준호 감독, 송강호, 이선균, 조여정, 최우식, 박소담 주연의 《기생충(2019)》[10]
- 권상우, 김희원, 김성균 주연의 《신의 한 수: 귀수편(2019)》
- 권상우, 성동일, 이광수 주연의 《탐정: 리턴즈(2018)》
- 임시완, 진구 주연의 《원라인(2016)》
- 유지태, 이정현, 이다윗 주연의 《스플릿(2016)》
- 정우성, 이범수, 안성기, 이시영 주연의 《신의 한 수(2014)》
- 심이영, 임지규 주연의 《완전 소중한 사랑(2013)》
- 정재영, 박시후 주연의 《내가 살인범이다(2012)》
- 성동일, 송새벽 주연의 《아부의 왕(2012)》
- 전도연, 정재영 주연의 《카운트다운(2011)》
- 차태현, 유오성, 박하선 주연의 《챔프(2011)》
- 신현준, 허준호 주연의 《마지막 선물(2008)》

## 드라마 촬영
- KBS2 주말드라마 김정현, 금새록 주연의 《다리미패밀리(2024)》
- ENA 월화드라마 손현주, 김명민 주연의 《유어아너(2024)》
- 디즈니+ 주지훈, 한효주, 이희준, 이무생 주연의 《지배종(2024)》
- tvN 월화드라마 전종서, 문상민, 김도완, 배윤경 주연의 《웨딩 임파서블(2024)》
- SBS 금토드라마 김래원, 손호준, 공승연 주연의 《소방서 옆 경찰서(2022)》
- KBS2 수목드라마 도경수, 김상호 주연의 《진검승부(2022)》
- 넷플릭스 김혜수, 김무열 주연의 《소년심판(2022)》
- tvN 월화드라마 남궁민, 설현 주연의 《낮과 밤(2020)》
- OCN 토일드라마 송승헌 주연의 《플레이어(2018)》
- MBC 수목드라마 서현 주연의 《시간(2018)》
- tvN 주말드라마 이준기 주연의 《무법 변호사(2018)》
- KBS 수목드라마 이준혁 주연의 《맨몸의 소방관(2016)》
- KBS 일일드라마 오민석, 소이현 주연의 《여자의 비밀(2016)》
- KBS 수목드라마 천정명, 공승연 주연의 《국수의 신(2016)》
- tvN 월화드라마 유인나, 남궁민 주연의 《마이 시크릿 호텔(2014)》
- MBC 수목드라마 장혁, 장나라 주연의 《운명처럼 널 사랑해(2014)》
- KBS 월화드라마 이범수, 윤아 주연의 《총리와 나(2014)》
- KBS 월화드라마 지성, 황정음 주연의 《비밀(2013)》
- MBC 주말드라마 성유리 주연의 《신들의 만찬(2012)》
- KBS 주말드라마 황우슬혜, 이필모 주연의 《사랑을 믿어요(2011)》
- MBC 수목드라마 김혜수, 신성우 주연의 《즐거운 나의집(2010)》
- SBS 월화드라마 김주혁 주연의 《떼루아(2008)》
- KBS 아침드라마 조성하, 이응경 주연의 《아내와 여자(2008)》
- SBS 월화드라마 김소연 주연의 《식객(2008)》
- MBC 수목드라마 지성, 김민정 주연의 《뉴하트(2008)》
- KBS 드라마시티 유태웅, 엄기준 주연의 《누가 사랑했을까(2006)》
- KBS 월화드라마 정지훈(비) 주연의 《이 죽일 놈의 사랑(2005)》
- KBS 드라마시티 최시원 주연의 《납골당 소년(2005)》

## 예능 촬영
- TV조선 예능프로그램 《아빠하고 나하고(2024)》 42회 - 손담비 편
- SBS 예능프로그램 《동상이몽2_너는 내 운명(2017)》 249회 - 손담비, 이규혁 편
- KBS2 예능프로그램 《자본주의학교(2022)》 1회 - 신해철 편
- MBC 예능프로그램 《나 혼자 산다(2020)》 367회 - 손담비 편
- MBC 다큐멘터리 《미래인간AI 3부 사피엔스 미래(2016)》
- KBS 드라마 스페셜 연작시리즈 부활 김태원 주연의 《락 락 락(2010)》
- 단편영화 《곳에 따라 비(2017)》

## 사회 활동
- 국가직무능력표준(NCS[11],National Competency Standards)의  ⌜봉안운영 지원 및 시설관리⌟ 집필
- 경기도, 경기도경제과학진흥원 주관  ⌜VR/AR 기술융합 지원대상 기업⌟ 선정
- AFE(아시아 장례 박람회) 한국 우수 봉안시설 공로패 수상
- NFDA(미국 장례지도사협회) 한국 우수 봉안시설상 수상
- 태안반도 기름유출 피해자에게 현금 기부
- 안성시 독거노인에게 쌀 1톤 기부
- 소망의집(장애인복지시설), 명진들꽃사랑마을(아동복지시설) 후원

## 사진

### 전경

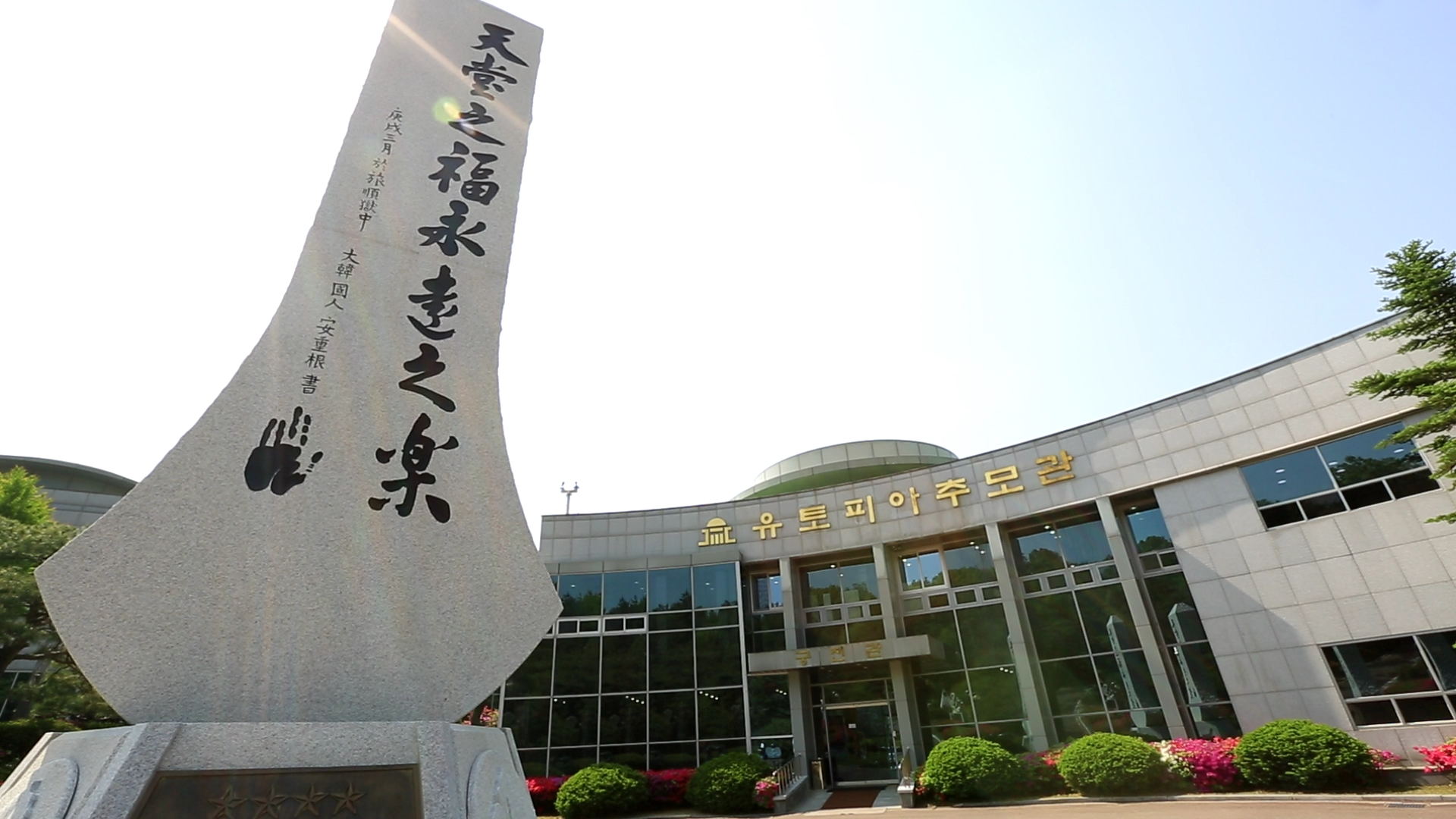
안중근의사 추모비
수목장 전경
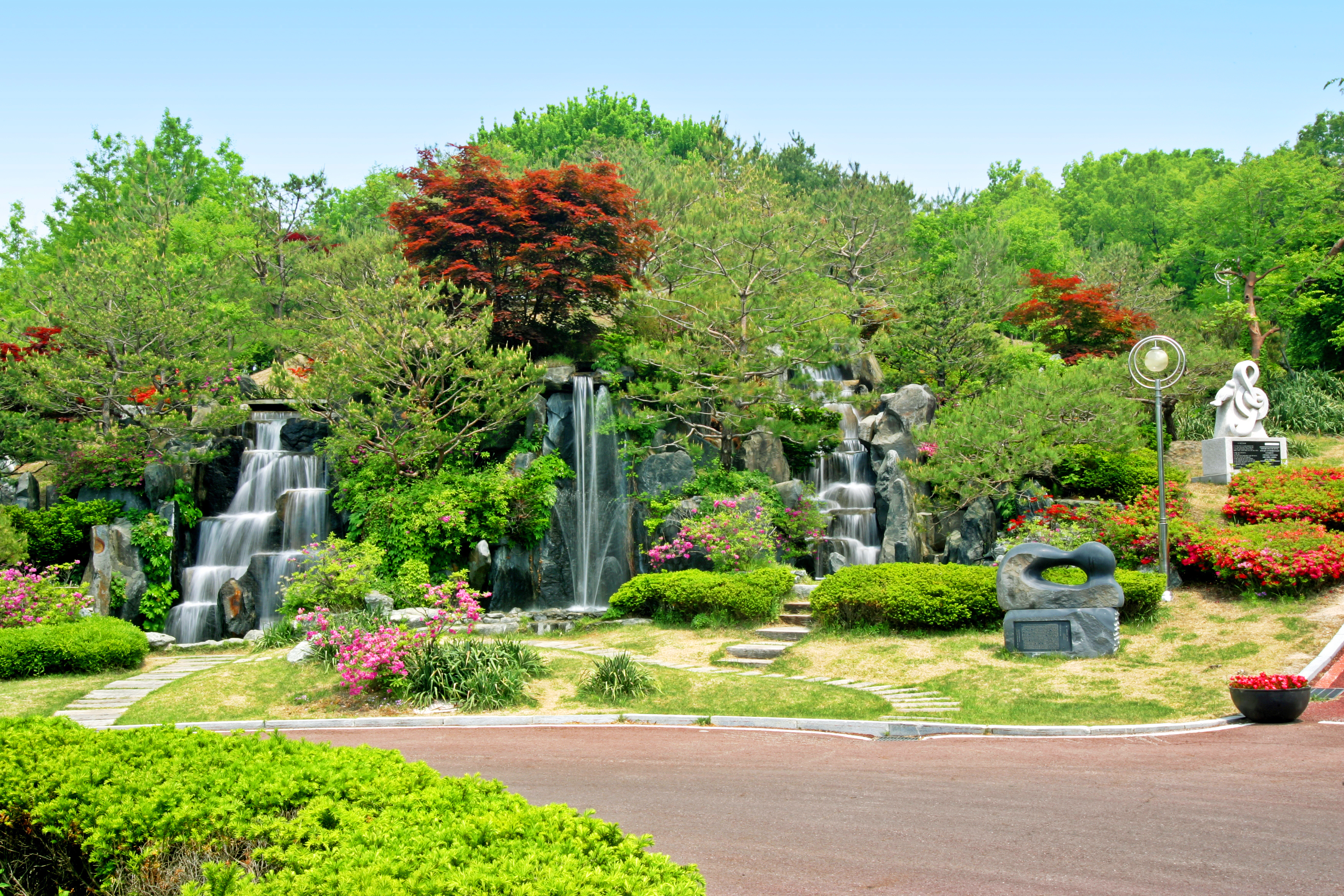
평화광장 폭포
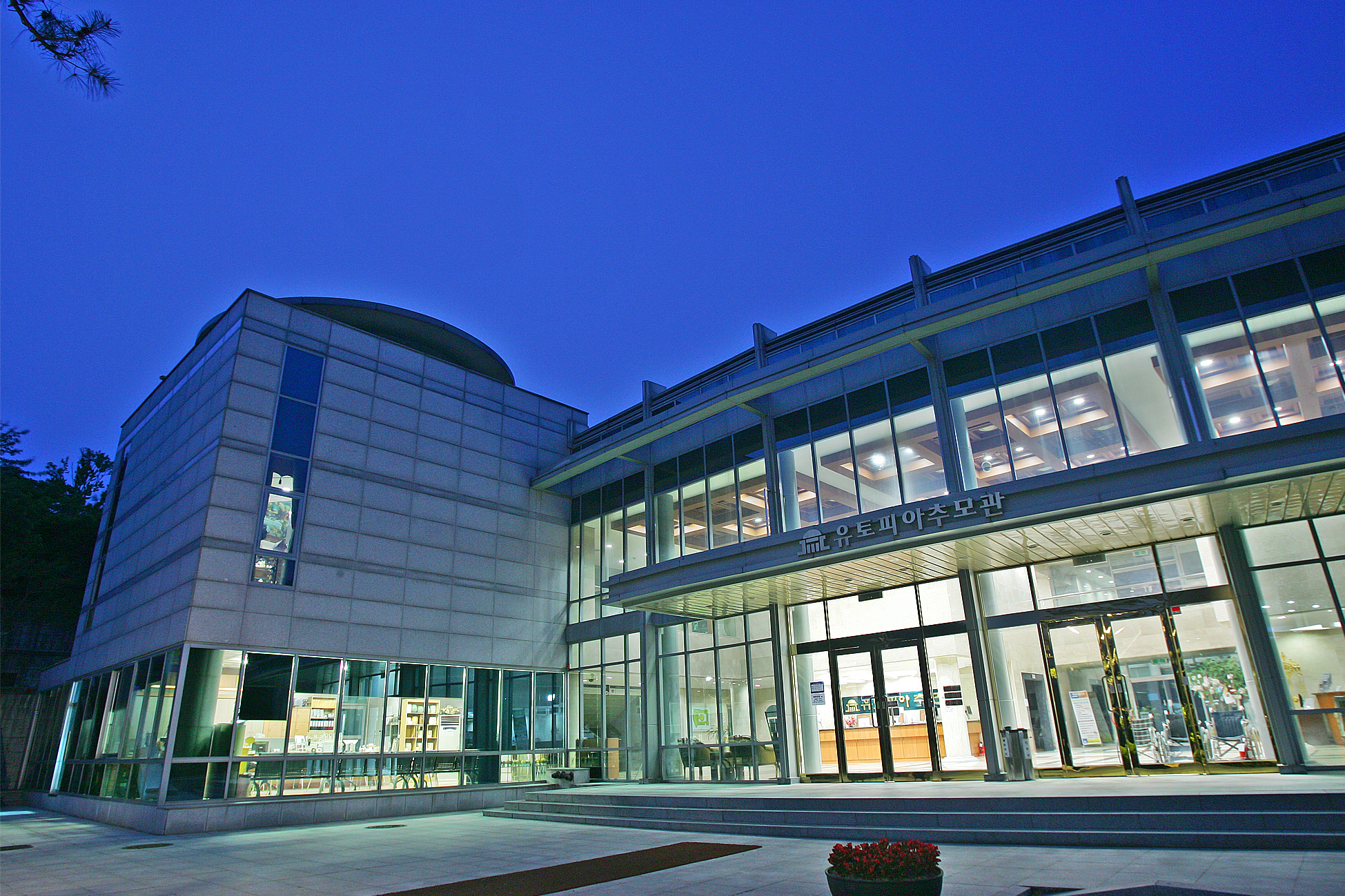
본관
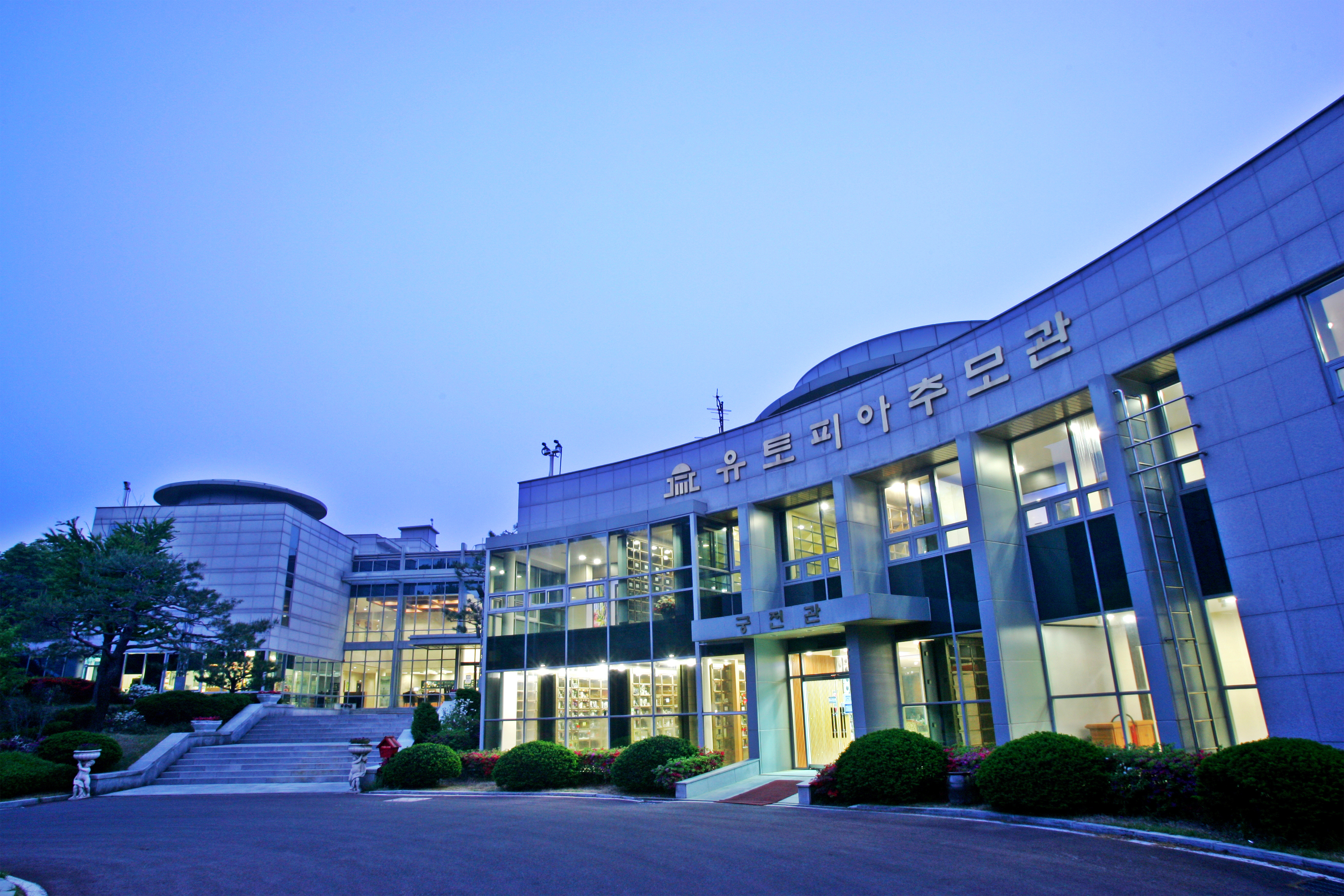
궁전관

### 봉안당

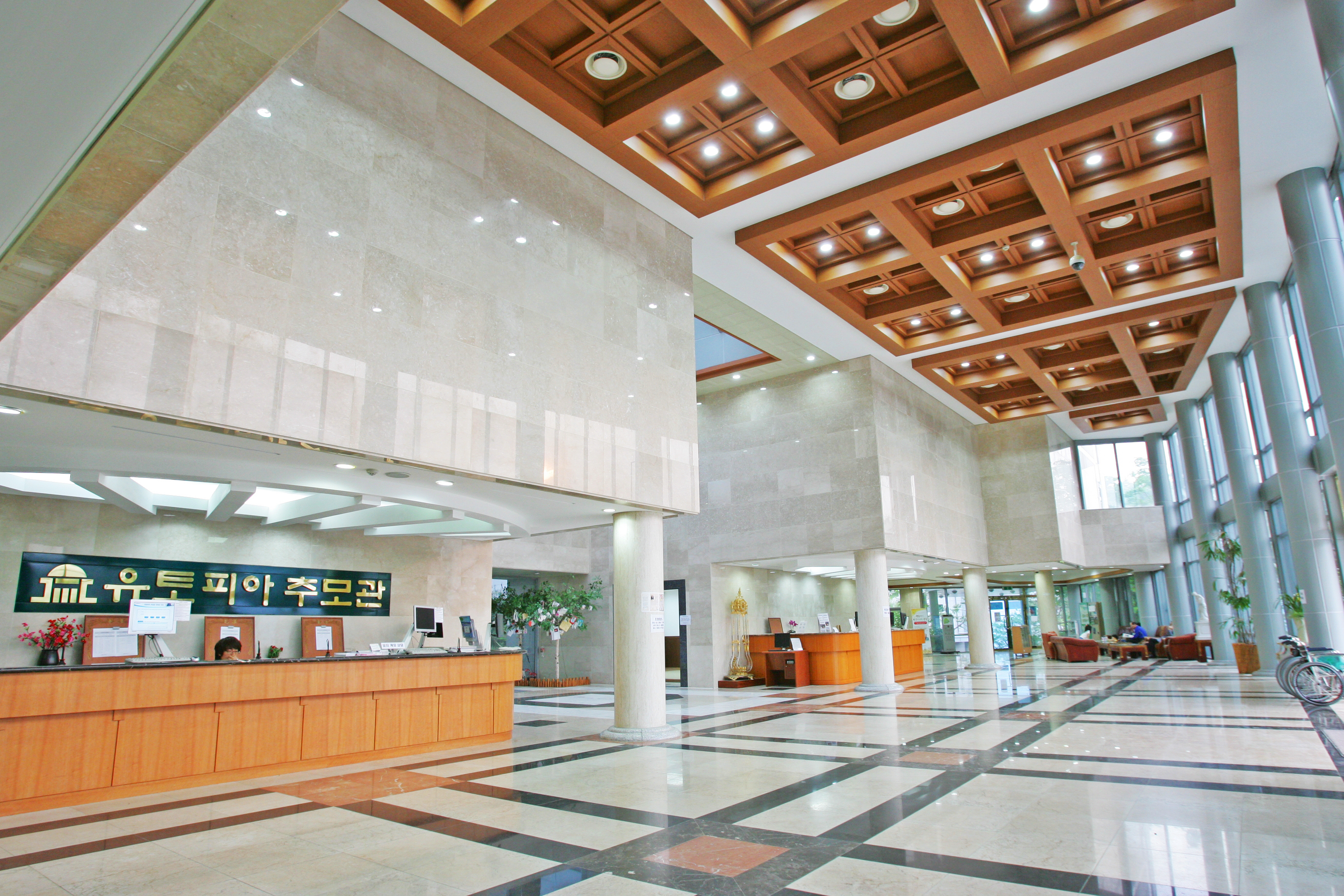
로비
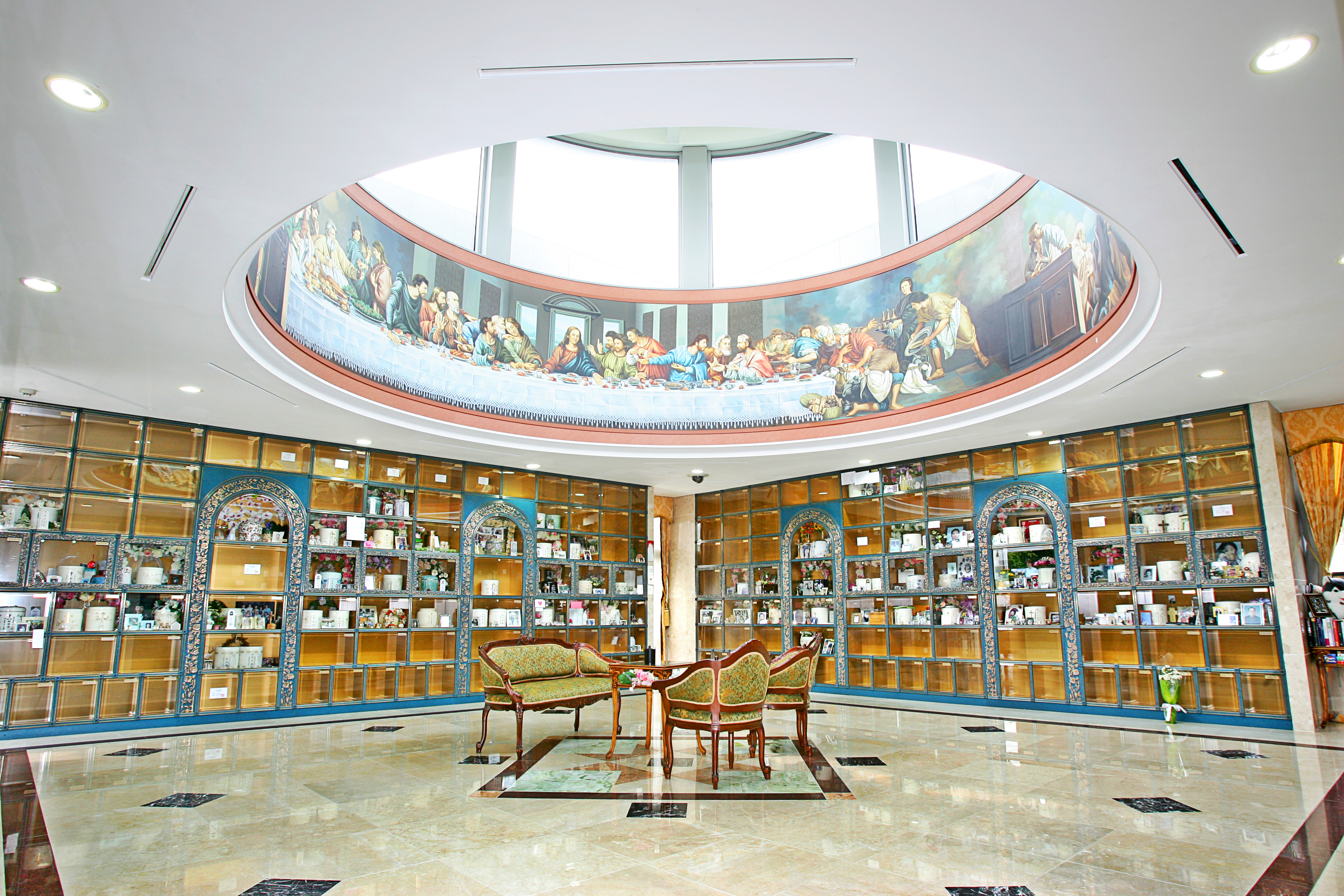
기독교·천주교 특별실
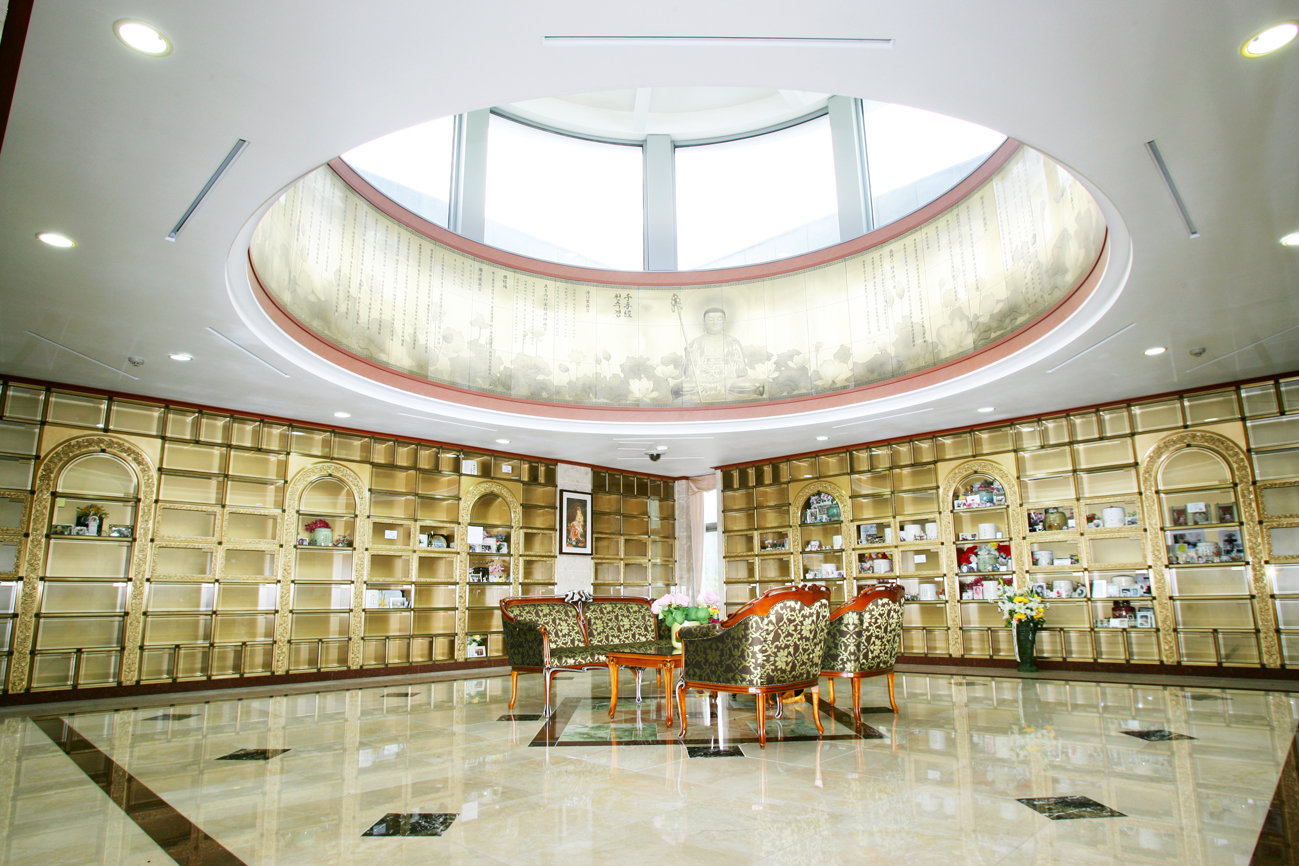
불교·유교 특별실
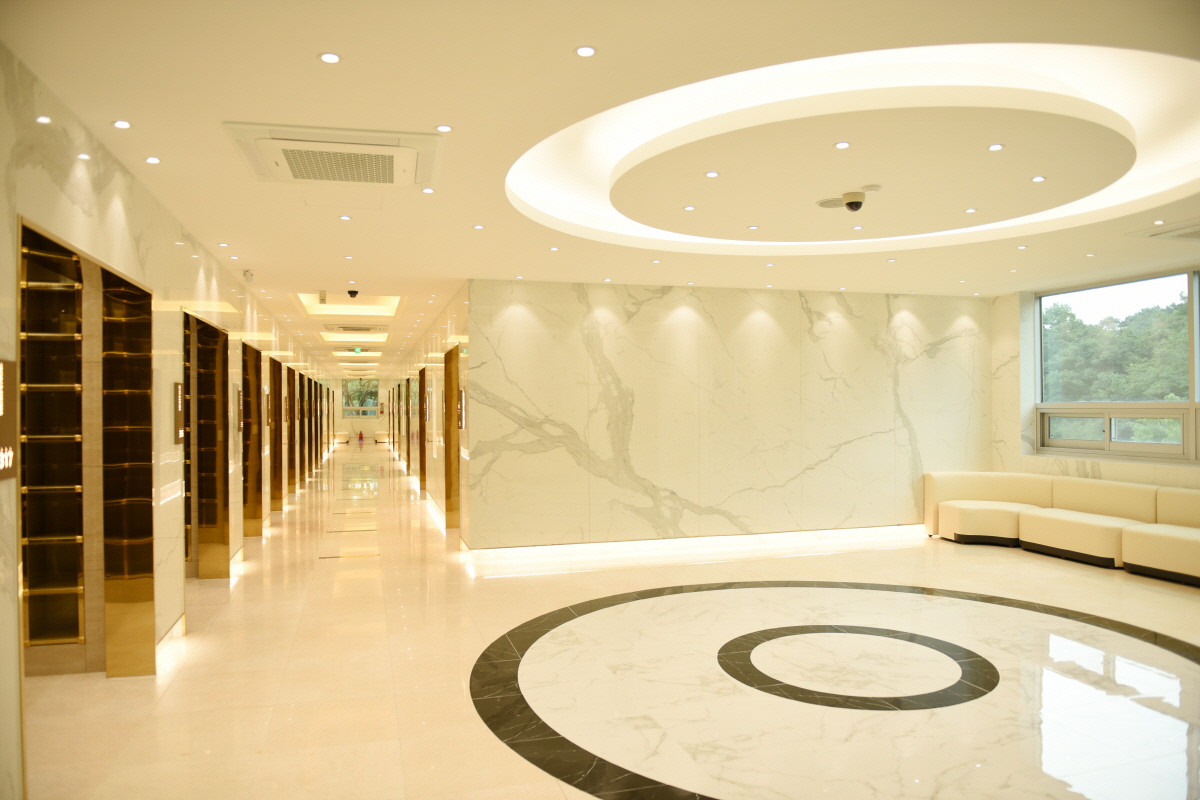
봉안당 로비
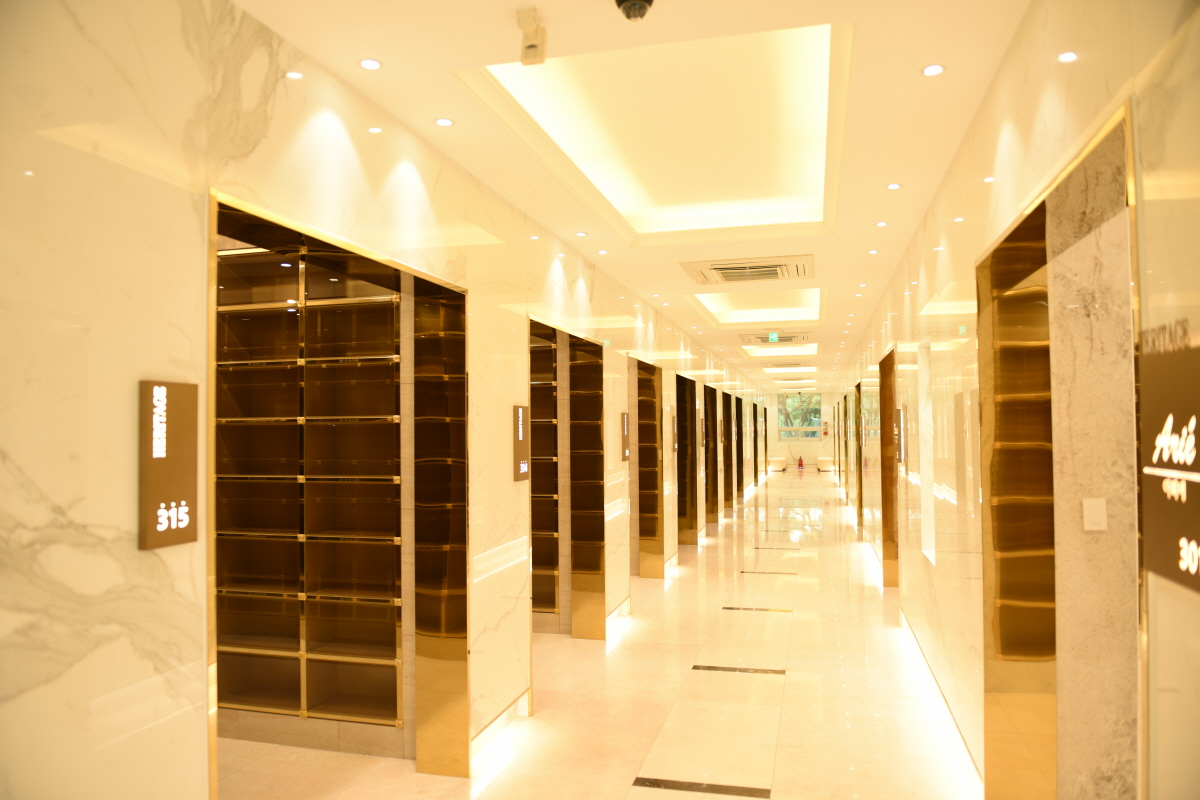
봉안당 복도

### 수목장

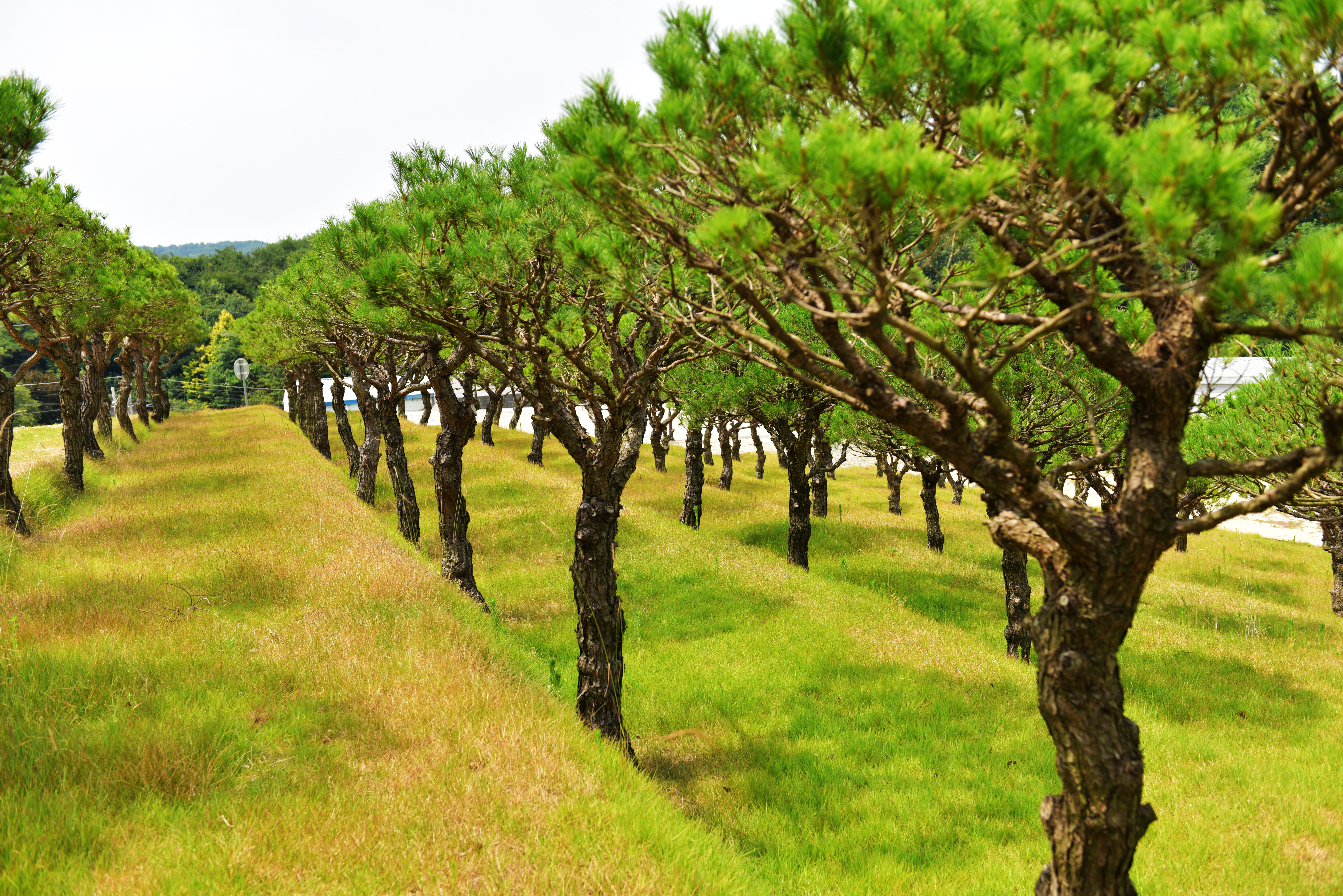
명품 소나무(솔파크)
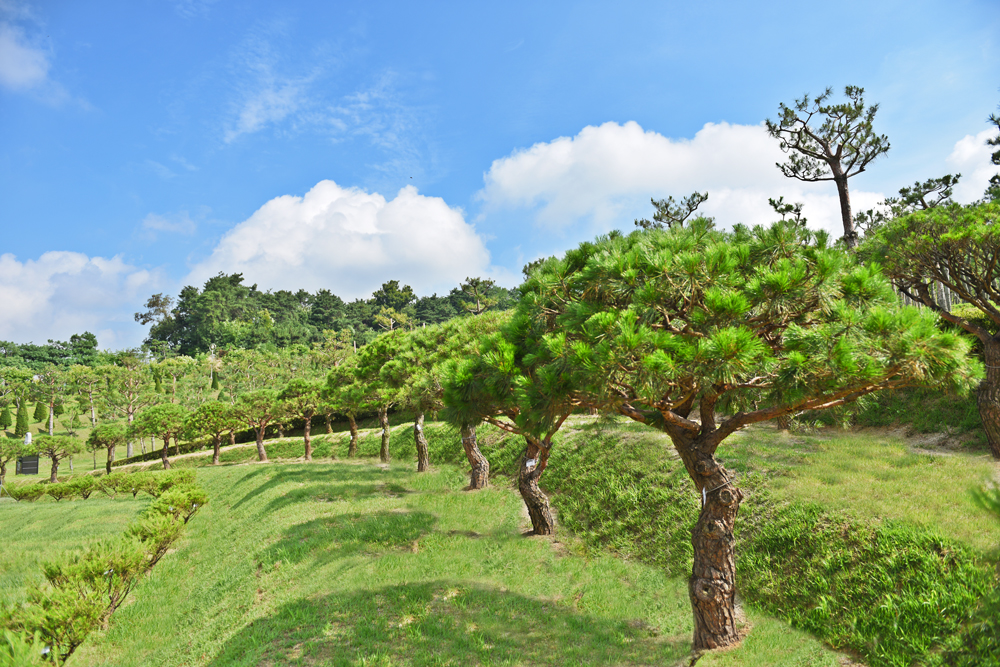
명품 소나무(하늘공원)
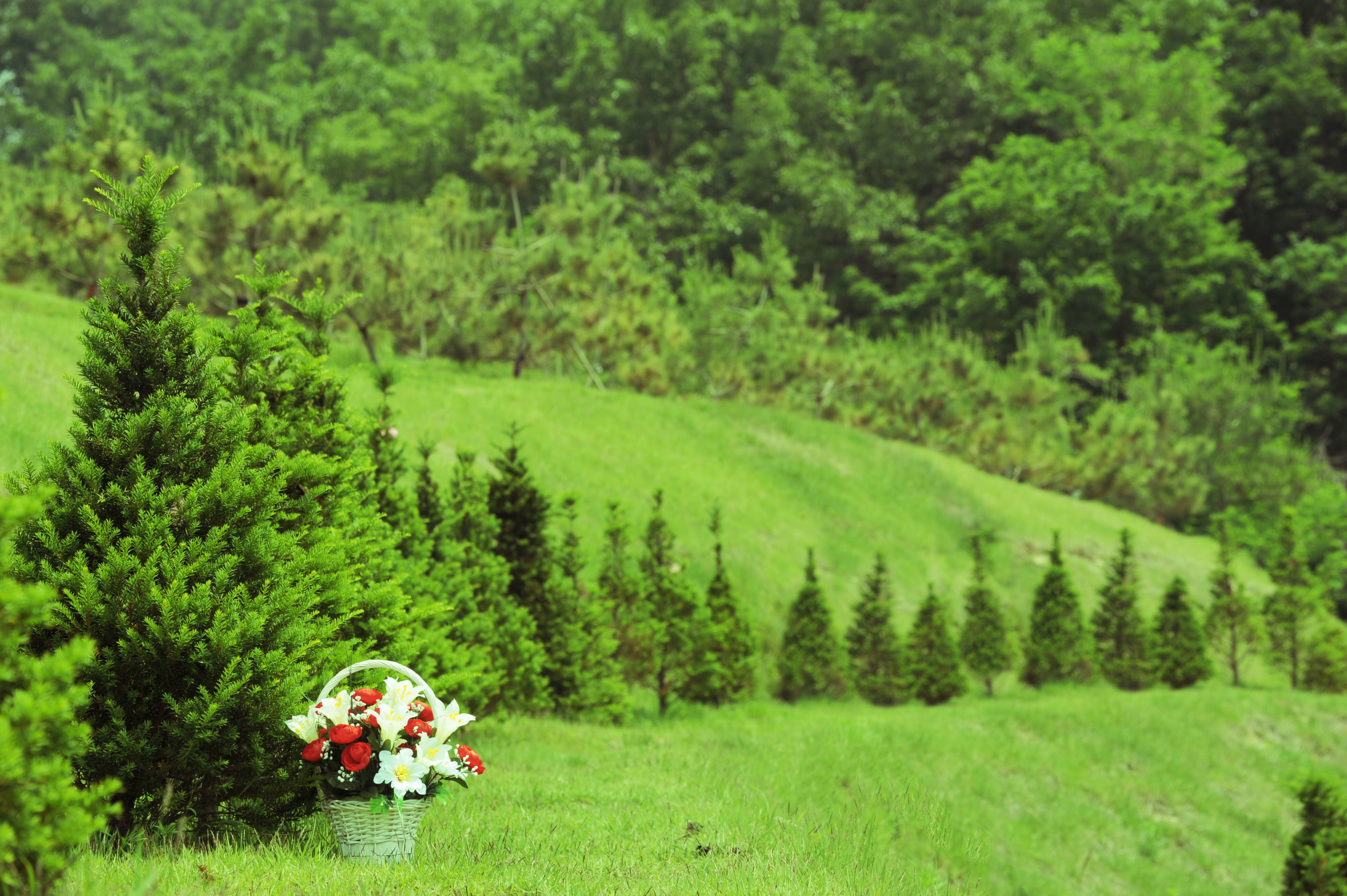
주목나무
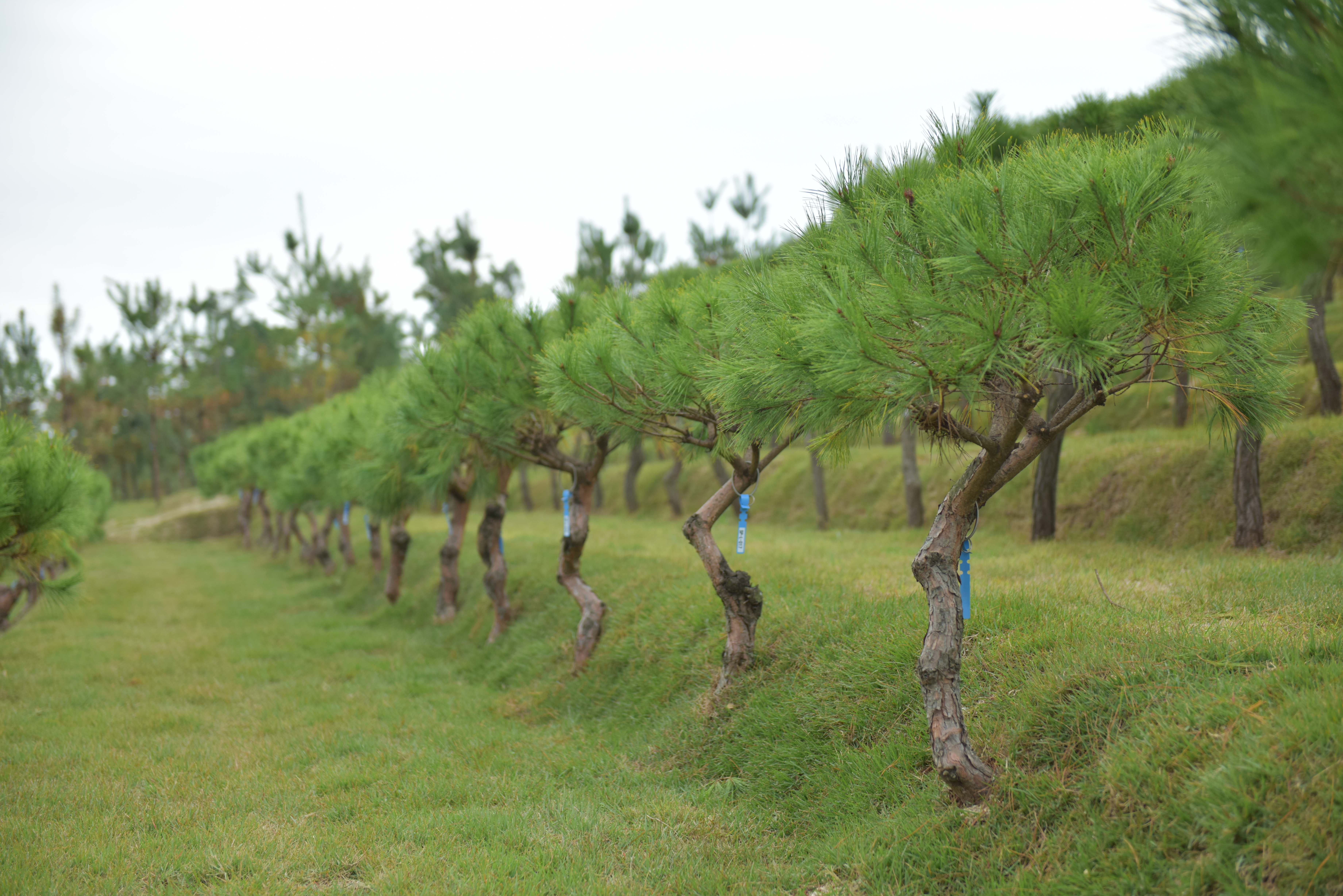
반송나무
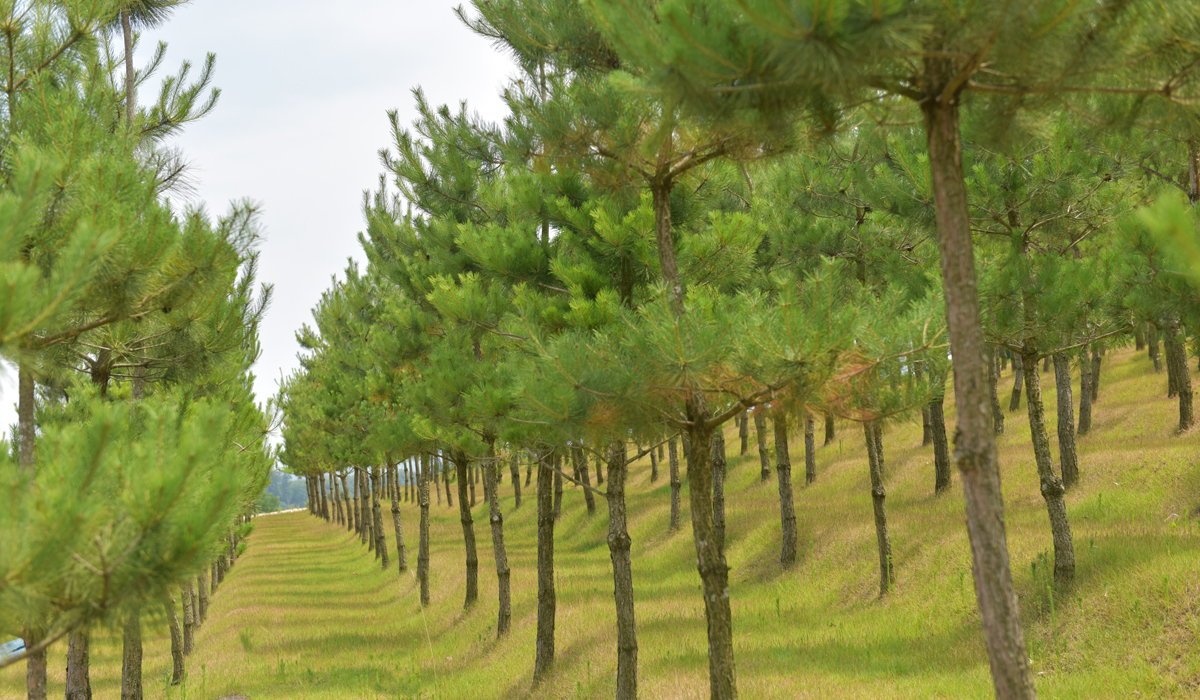
소나무

### 야외 안치단

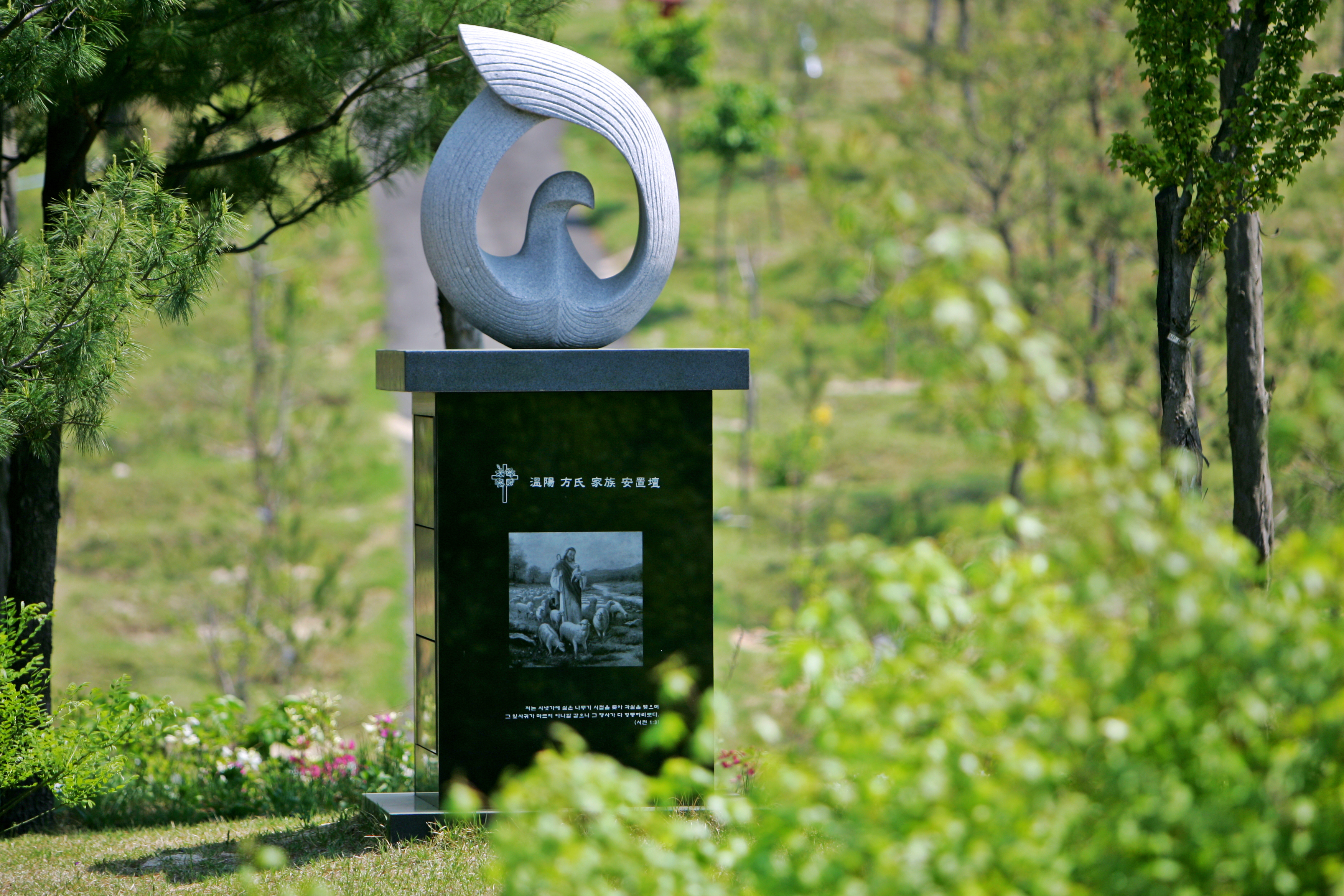
가족 안치단